# Tomcraft
Tomcraft, artiestennaam van Thomas Brückner (München, 12 juni 1975 – 15 juli 2024), was een Duitse dj en producer. Zijn grootste hit was Loneliness uit 2003.
Hij overleed op 49-jarige leeftijd.

## Discografie

### Albums
| Album met eventuele hitnotering(en) in de Nederlandse Album Top 100 | Datum van verschijnen | Datum van binnenkomst | Hoogste positie | Aantal weken | Opmerkingen     |
| ------------------------------------------------------------------- | --------------------- | --------------------- | --------------- | ------------ | --------------- |
| All I got                                                           | 2001                  | -                     |                 |              | als DJ Tomcraft |
| MUC                                                                 | 2002                  | -                     |                 |              |                 |
| Tomcraft - The mix                                                  | 2003                  | -                     |                 |              |                 |
| Hyper sexy conscious                                                | 2006                  | -                     |                 |              |                 |
| For the queen                                                       | 2007                  | -                     |                 |              |                 |

### Singles
| Single met eventuele hitnotering(en) in de Nederlandse Top 40 | Datum van verschijnen | Datum van binnenkomst | Hoogste positie | Aantal weken | Opmerkingen                                        |
| ------------------------------------------------------------- | --------------------- | --------------------- | --------------- | ------------ | -------------------------------------------------- |
| Loneliness                                                    | 2002                  | 25-01-2003            | 20              | 7            | #25 in de Single Top 100 / Dancesmash op Radio 538 |
| Loneliness 2010                                               | 2010                  | 10-04-2010            | tip19           | -            | #82 in de Single Top 100                           |

| Single met hitnotering(en) in de Vlaamse Ultratop 50 | Datum van verschijnen | Datum van binnenkomst | Hoogste positie | Aantal weken | Opmerkingen |
| ---------------------------------------------------- | --------------------- | --------------------- | --------------- | ------------ | ----------- |
| Loneliness                                           | 2002                  | 01-03-2003            | 23              | 7            |             |
| Loneliness 2013                                      | 2013                  | 23-03-2013            | tip91*          |              |             |

### Overige singles
| Single              | Jaar |
| ------------------- | ---- |
| This Is No House    | 1995 |
| Rollercoaster       | 1995 |
| Viva                | 1996 |
| Unicum              | 1996 |
| Prosac              | 1996 |
| The Circle          | 1997 |
| Gothic              | 1998 |
| The Mission         | 1998 |
| Powerplant          | 1998 |
| Flashback           | 1998 |
| The Lord            | 1998 |
| Punk Da Funk        | 1999 |
| Ezekial 25.17       | 1999 |
| Versus              | 2000 |
| Silence             | 2000 |
| Prosac (opnieuw)    | 2001 |
| All I Got           | 2001 |
| Overdose            | 2001 |
| Bang Bang           | 2002 |
| Loneliness          | 2002 |
| Brainwashed         | 2003 |
| Into The Light      | 2003 |
| Great Stuff         | 2003 |
| Dirty Sanchez       | 2005 |
| Sureshot            | 2005 |
| Quelle Heure Est Il | 2005 |
| Da Disco            | 2006 |
| Sureshot 2006       | 2006 |
| Katowice            | 2006 |

- Bibliothèque nationale de France: cb14052732s (data)
- Gemeinsame Normdatei: 135088348
- International Standard Name Identifier: 0000 0000 7216 9332
- Library of Congress Control Number: no2006071290
- MusicBrainz: ac4989a9-12de-41e5-af26-6ef59a881c20
- Nationale Bibliotheek van Tsjechië: xx0116415
- Virtual International Authority File: 34660202
- WorldCat: E39PBJkT4ycPgM8FG6gxcBGrbd